# Mindestfilmbildetemperatur
Die Mindestfilmbildetemperatur oder Mindestfilmbildungstemperatur (MFT) ist ein Begriff aus der Oberflächentechnik und stellt die niedrigste Temperatur dar, bei der ein Anstrichstoff in der Lage ist, einen fest zusammenhängenden Film zu bilden. Weitere Bezeichnungen sind Temperaturminimum der Filmbildung (TMF), Mindesttemperatur für Umluft und Untergrund und der englische Begriff Minimum Film Forming Temperature (MFFT).
Wichtig ist die Mindestfilmbildungstemperatur für die Ausbildung einer festen zusammenhängenden Oberfläche aus einer Dispersion (Chemie). Die Mindestfilmbildetemperatur wird nach DIN 53 787 als die niedrigste Temperatur bezeichnet, bei der eine dünne Schicht einer Kunststoffdispersion noch zu einem zusammenhängenden Film auftrocknet. Wird die MFT unterschritten, bildet sich ein rissiger Film. Wird der bei einer noch niedrigeren Temperatur liegende Weißpunkt ebenfalls unterschritten, bildet sich eine weißliche pulvrige Schicht. Viele Dispersionsbeschichtungsstoffe, etwa Bautenfarben und Lasuren für den Außenbereich müssen noch bei Temperaturen um 0 °C verarbeitbar sein. Die MFT muss also nahe 0 °C liegen, um bei der Trocknung eine geschlossene Oberfläche zu bilden. Je niedriger die MFT ist, desto niedriger ist die Temperatur, bei der die Dispersion klebrig wird. Diese verhindert in der Praxis die Applikation der Beschichtung und sollte nicht unter 50 °C liegen. Eine gute Balance der beiden Eigenschaften ist daher notwendig. Durch Filmbildehilfsmittel und Koaleszenzmittel kann die Mindestfilmbildungstemperatur so beeinflusst werden, dass sie den Ansprüchen für den jeweiligen Einsatz genügt.

## Bestimmung
Zur Bestimmung der MFT wird ein MFT-Bestimmungsgerät, auch MFT-Bank, und eine schwarze MFT-Aufzugsfolie verwendet. Zuerst wird das Gerät und das Kühlwasser des Gerätes eingeschaltet und der gewünschte Temperaturbereich (z. B. 5 °C bis 23 °C) ausgewählt. Nun wird die zu bestimmende Beschichtung in der gewünschten Schichtdicke auf die Folie aufgezogen und sofort auf das MFT-Bestimmungsgerät gelegt. Häufig wird zur Verbesserung der Temperaturübertragung etwas Diethylenglykol zwischen der Bestimmungsfläche des Gerätes und der Folie verteilt, dadurch verrutscht die Folie nicht so leicht. Die Filmbildung erfolgt mit abnehmender Temperatur von rechts 23 °C nach links 5 °C auf der Bestimmungsfläche. Ist die Filmbildung abgeschlossen, kann anhand einer Skala am Rand der Bestimmungsfläche die Temperatur abgelesen werden, bei der ein einwandfreier Film vorliegt.